# Trieste United States Troops
Il comando dell'esercito statunitense Trieste United States Troops (TrUST) fu creato il 1º maggio 1947 in accordo al protocollo del trattato di pace italiano che creò il Territorio Libero di Trieste.
Secondo il protocollo, quando il trattato di pace divenne effettivo le truppe delle potenze alleate presenti nel territorio (ovvero quelle del Regno Unito, degli Stati Uniti e della Jugoslavia, con 5000 uomini ciascuna) avrebbero costituito il primo governo dello Stato. La British Element Trieste Force (BETFOR) fu l'organizzazione britannica nel territorio.
L'esercito degli Stati Uniti assegnò al Territorio Libero di Trieste le truppe della sua 88th Infantry Division, in precedenza responsabile dell'area italiana segnata dalla Linea Morgan.  Il 351st Infantry Regiment dell'88th Division fu l'unità più impiegata sul territorio. Il Maggior Generale Bryant E. Moore, comandante dell'88th Division, fu designato primo comandante del TrUST.

## Missione
La missione del TrUST era di amministrare il Territorio Libero di Trieste e di supportare le politiche del Governo Militare Alleato fino alla nomina, da parte del Consiglio di Sicurezza delle Nazioni Unite, di un Governatore del Territorio Libero di Trieste.

## Area di responsabilità
L'area che sarebbe divenuta il Territorio Libero di Trieste era già stata divisa in due zone come risultato di accordi poco dopo la fine delle ostilità in Europa. Il Regno Unito e gli Stati Uniti amministravano la Zona A, che includeva la città di Trieste, tramite un governo militare. La Jugoslavia amministrava la Zona B, un'area che includeva parte della penisola istriana. I confini tra le due zone erano stati stabiliti dalla Linea Morgan.
Dopo la ratifica, la previsione del trattato di pace di stabilire il Territorio Libero di Trieste fu implementata il 15 settembre 1947. Il nuovo confine tra Italia e Jugoslavia si trovava generalmente più a ovest della precedente linea Morgan, se non in prossimità della città di Trieste, dove continuava a dividere la zona A dalla zona B del Territorio Libero di Trieste. Gli Stati Uniti e il Regno Unito continuavano ad amministrare la Zona A tramite un governo militare.
Come programmato, il 351st Infantry Regiment e le unità di supporto assunsero le responsabilità del TrUST nella Zona A del Territorio Libero di Trieste. La 88th Infantry Division, avendo completato la sua missione di occupazione in Italia, fu inattivata il 24 ottobre 1947.
Le truppe statunitensi e britanniche equipaggiarono una serie di 16 avamposti di frontiera. Soldati del TrUST equipaggiarono gli avamposti da 1 a 6. le truppe del BETFOR equipaggiarono gli avamposti da 7 a 16. La forza di polizia locale (Venezia Giulia Police Force, o VG police), assisteva le truppe britanniche e statunitensi nell'equipaggiare gli avamposti. La VG police adempiva le responsabilità di applicazione della legge di routine nella Zona A.

## Organizzazione
Il quartier generale del TrUST fu stabilito al Castello di Miramare. Un Bollettino di Informazione e Educazione delle Truppe dell'Esercito così descrisse il quartier generale:
(Troop I&E Bulletin Vol 4 No 9. 27 February 1949)
Il quartier generale del 351st Infantry Regiment era a Opicina. Due dei suoi battaglioni di fanteria erano stanziati nell'area di Opicina sul plateau sopra Trieste. Un battaglione di fanteria era stanziato a Trieste. Le unità esterne al reggimento erano stanziate in una serie di località nel territorio Libero inclusa la città di Trieste, l'area di Opicina e Duino.
In un articolo del marzo 1948, il Saturday Evening Post descrisse il TrUST com'era sei mesi dopo aver assunto la missione nel Territorio Libero di Trieste:
(Trieste, Fuse of World War III?, Saturday Evening Post, 20 March 1948)
Durante i suoi sette anni di esistenza, alcune unità del TrUST furono inattivate, alcune furono ridenominate e altre furono aggiunte al comando. Nel 1952 la principale unità da combattimento del TrUST era il 351st Infantry Regiment che includeva:
- Il quartier generale e la compagnia comando
- Una compagnia di carri armati (originariamente la separata 15th Tank company)
- Una compagnia di mortai pesanti
- La compagnia di servizio
- Tre battaglioni di fanteria, ognuno con una compagnia comando, tre compagnie di fucilieri e una compagnia di armi pesanti.

Uno dei colonnelli che comandarono il 351st Infantry Regiment, il Colonnello Earle Wheeler, ebbe una distinta carriera militare. Il Generale Wheeler fu presidente del Joint Chiefs of Staff dal 1964 al 1970 durante la Guerra del Vietnam.
Le unità di supporto esterne al reggimento includevano:
- 88th Reconnaissance Company
- 12th Field Artillery Battery (arrivò nel 1953)
- 517th Combat Engineer Company (inizialmente 60th Combat Engineer company, in seguito ridenominata 7107 Engineer company, infine denominata 517th)[8]
- 281st Military Police Service Company
- 7106th Engineer Service Company
- 23rd Ordnance Maintenance Company
- 508th Signal Company
- 23rd Quartermaster Company
- 9th Transportation Truck Company (inattivata nel 1953, unita alla 23rd Quartermaster Company)
- 7th Station Hospital
- 537th Medical Service Company[9]
- 98th Army Band
- 17th Counterintelligence Corps Detachment[9]
- 7101st General Depot Headquarters Company (inattivata nel 1953)[10].
- 7100 Headquarters, Allied Military Government Detachment[9]

Fin dall'inizio, il TrUST ottenne una reputation di comando estremamente pulito. La cosa iniziò col primo comandante, il Maggior Generale Bryant E. Moore, che fu citato nel necrologio come colui che cambio radicalmente una sciatta forza d'occupazione in un'organizzazione pulitissima. Le uniformi furono alterate per avere un aspetto migliore. Le truppe vestivano foulard blu e rivestimenti laccati per i caschi con decalcomanie dell'insegna del TrUST. I cinturoni intrecciati furono tinti di nero e le fibbie d'ottone lucidate. Alcune baionette e set di utensili da cucina furono cromati.
Il TrUST fu un comando segregato per gran parte dei suoi sette anni, e fu l'ultimo comando principale dell'esercito a essere integrato. Dopo estese discussioni, l'esercito seguì la linea guida del Dipartimento della Difesa e autorizzò l'assegnazione di soldati neri al TrUST nell'aprile 1953.

## Il TrUST e il football americano
Fu durante l'amministrazione alleata che in Italia e nel Territorio Libero di Trieste si cominciò a praticare il football americano. Dopo i primi incontri pionieristici, a partire dal 1948 le unità militari del TrUST organizzarono un proprio torneo nel TLT. Il campionato TrUST fu organizzato fino al 1954, anno in cui terminò la missione statunitense a Trieste.
Già prima dell'istituzione del TrUST gli 88th Infantry Division Blue Devils avevano giocato diversi campionati in Inghilterra e Germania; con l'istituzione del comando triestino si formarono diverse squadre all'interno del 351st Infantry Regiment, delle quali sono note:
- i Dons (in seguito Golden Bears) della 7101st General Depot Headquarters Company
- i Tigers del 1st Battalion
- i Redskins del 2nd Battalion
- gli Hornets del 3rd Battalion
- i Rams.

I Golden Bears giocano anche incontri internazionali (in Europa e a Tripoli), battendo i Vienna Vikings per 19-0 nel Thanksgiving Game del 1949 e venendo sconfitti nel 1952 dai Munich Hunters per 19-6.

## Fine della missione
Nell'ottobre 1953, gli Stati Uniti e la Gran Bretagna annunciarono i loro piani per ritirare le loro forze dal Territorio Libero di Trieste e cedere l'amministrazione della Zona A al governo italiano, ma non annunciarono una data di implementazione di quel piano. Alla fine del 1953, quando divenne evidente che Regno Unito, Stati Uniti, Italia e Jugoslavia avrebbero probabilmente raggiunto un accordo sulla questione del Territorio Libero di Trieste, l'esercito degli Stati Uniti rimpatriò le famiglie dei dipendenti.
Le truppe statunitensi cominciarono a lasciare il Territorio Libero di Trieste all'inizio di ottobre 1954, dopo che il 5 ottobre 1954 i governi di Stati Uniti, Regno Unito, Italia e Jugoslavia firmarono il Memorandum d'Intesa sul Territorio Libero di Trieste che sancì il cambio di amministrazione nel territorio.  Un generale italiano incontrò il comandante del TrUST al Castello di Duino per cominciare a pianificare il passaggio di consegne nell'allora Zona A del TLT.
Le ultime truppe britanniche e americane si imbarcarono il 26 ottobre 1954 all'arrivo delle truppe italiane. L'ultimo comandante del TrUST, il Maggior Generale John A. Dabney, andò all'aeroporto di Udine, e da lì in aereo a Livorno per unirsi alle truppe che si erano già assemblate là.

## Comandanti
- Maggior Generale Bryant E. Moore, maggio 1947 - giugno 1948
- Maggior Generale William M. Hoge, giugno 1948 - marzo 1951
- Maggior Generale Edmund Sebree, marzo 1951 - luglio 1952
- Maggior Generale William B. Bradford, luglio 1952 - febbraio 1953
- Maggior Generale Bernice M. McFayden, febbraio 1953 - luglio 1954
- Maggior Generale John A. Dabney, luglio 1954 - settembre 1954